# يعقوب ميمون
يعقوب ميمون (بالعبرية: יעקב מימון) (1902 - 26 يوليو 1977) هو مبتكر إسرائيلي، ومطور نظام شهير للكتابة المختزلة في اللغة العبرية. حصل على جائزة إسرائيل في عام 1976 لمساهمته المتميزة في المجتمع والدولة.

## حياته
ولد ميمون ياكوف فاسرمان في عام 1902 في مدينة ليبايا في لاتفيا (وكانت حينها جزءا من الإمبراطورية الروسية).
خلال الحرب العالمية الأولى، درس الشاب يعقوب المحاسبة والاختزال بالطريقة الألماني. وهاجر إلى فلسطين عام 1921، وهو في العشرين من عمره، في هجرة غير شرعية عبر لبنان.
وبعد وصوله إلى أرض إسرائيل، قام بتغيير اسمه الأخير من فاسرمان إلى ميمون.

### عمله في مجال الاختزال
خلال الحرب العالمية الأولى، درس الشاب يعقوب المحاسبة والاختزال وفقًا لطريقة فيليكس فون كونوفسكي. وبعد بضعة أشهر من وصوله إلى إسرائيل، تم تعيينه في المكتب الرئيسي للصندوق القومي اليهودي، ويرجع ذلك أساسًا إلى خبرته القوية في الاختزال الألماني. كانت اللغة الألمانية في ذلك الوقت هي اللغة الرسمية تقريبًا لمؤسسات المنظمة الصهيونية. تم إجراء الكثير من المراسلات بين مكاتبها حول العالم بهذه اللغة. استمر في معظم سنوات عمله كموظف في الصندوق القومي اليهودي.
أصدر دافيد بن غوريون الموافقة ليكون نظام الاختزال الألماني هو الطريقة المعتمدة لتسجيل محاضر أعمال مؤسسات اليشوف وحزب ماباي. وبدأ التسجيل في مؤتمرات الهستدروت والحركة العمالية، ودعي لحضور المؤتمرات الصهيونية في أوروبا في الثلاثينيات.
أثناء العمل، بدأ يحاول تعديل طريقة الاختزال بحيث تناسب اللغة العبرية، ونجح في ذلك. وحين كان عضوا في حزب «عهدوت هافوداه» أجرى محاولاته وتمارينه في التسجيل بالاختزال في اجتماعات الحزب والاجتماعات والمحاضرات وما شابه ذلك. وفي نهاية عام 1924، تمكن لأول مرة من تسجيل محاضرة كاملة باللغة العبرية بالكتابة المختزلة. وقام بالتسجيل في اجتماعات الصندوق القومي اليهودي، وكذلك داخل حزبه، وتسجيل محاضرات لقادة الحزب مثل بن غوريون وبيرل كاتسينلسون وآخرين.
قام فيما بعد بتوسيع إطار العمل وبدأ بالتسجيل في مؤتمرات الهستدروت والحركة العمالية والمؤسسات المنتخبة للجالية اليهودية. وفي عام 1929 تمت دعوته لتسجيل الخطب بالعبرية في مداولات المؤتمر الصهيوني المنعقد في سويسرا. استمر في هذه المهمة خلال ثلاثينيات وأربعينيات القرن الماضي، مع طلابه، في المؤتمرات الصهيونية التي انعقدت في أوروبا في ذلك الوقت، وبعد قيام الدولة - في المؤتمرات التي انتقلت إلى إسرائيل.
استمر لسنوات عديدة في تطوير طريقته وتدريب الطلاب، والاستمرار في ممارسة المهنة. في عام 1929 نشر الطبعة الأولى من كتاب «الكتابة المختزلة للغة العبرية» الذي يقدم فيه الطريقة التي اخترعها للكتابة الاختزالية باللغة العبرية. وتم قبول طريقته كأسلوب اختزال معتمد في البلاد ومع قيام الدولة - في عمل الكنيست والوزارات الحكومية.
بعد سنوات قليلة من تدريب الطلاب في الفصول والدورات المسائية، دخل الاختزال كمادة دراسية معتمدة في مدرسة سليغسبيرغ المهنية في القدس. في خضم حرب الاستقلال، تم جمع الأموال للمهمة الموكلة إليها - وهي تدريب سريع لأفراد خدمة الكتابة الاختزالية لخدمة الكنيست والوزارات الحكومية في الدولة التي سيتم إنشاؤها.
في عام 1951، انتقل من كيرين هايسود إلى مكتب رئيس الوزراء ، وأصبح أول مختزل للحكومة الإسرائيلية وسجل اجتماعات لحكومة إسرائيل والكنيست. وتم الاعتراف بأسلوبه، ولا يزال مقبولاً حتى يومنا هذا في وزارات الحكومة والكنيست والعديد من الأماكن الأخرى.
كان شقيقه، تسفي ميمون، شريكًا في يعقوب في تحسين طريقة الاختزال.  هاجر إلى إسرائيل عام 1935 وعمل في الوكالة اليهوية ككاتب مختزل. وخدم لعدة سنوات كسكرتير شخصي لبن غوريون، ومع إنشاء الإدارة الشعبية، تليها الحكومة المؤقتة ثم الحكومة المنتخبة، بدأ عمله كموظف حكومي في الكتابة المختزلة، وهو العمل الذي ظل يشغله حتى وفاته عام 1965.
بعد وفاة شقيقه، بدأ يعقوب ميمون في العمل كمختزل في الحكومة بشكل أكثر انتظامًا لعدة سنوات.
درس ابنه بنتسيون ميمون الاختزال ومارسه لسنوات عديدة. وتعمل حفيدته، إستير ميمون حاليًا في الكنيست.

### التطوع لتعليم المهاجرين
في أوائل الخمسينيات من القرن الماضي، بدأت إستير زوجة ميمون العمل التطوعي في «منظمة الأمهات العاملات» التي ساعدت النساء المهاجرات، ومعظمهن أميات، لتعليمهم اللغة العبرية لمساعدتهم على الاندماج في المجتمع الجديد. من وقت لآخر، كان ميمون يرافق زوجته في النشاط التطوعي في معبروت، ثم تبعها لاحقًا وانضم أيضًا إلى العمل مع المهاجرين الجدد. وقام بتسجيل طلابه من مدرسة سليجسبيرج في القدس، حيث كان يدرس الاختزال، ليشتركوا في ذلك العمل. وأضاف لاحقًا العديد من أفراد عائلته ومعارفه إلى النشاط.
بدأ العمل في تعليم اللغة العبرية في معسكر لوزيم، حيث قام بتنظيم دروس اللغة التي قدمها ثمانية متطوعين. وتوسع النشاط ليشمل مخيمات عبور أخرى في ممر القدس، وشمل لاحقًا أيضًا مستوطنات نائية، بما في ذلك مارغاليوت ودوفيف وهتسور هجليليت، مع متطوعين آخرين «جندهم». وعلى مر السنين، قام بتوسيع وتطوير أنشطته التطوعية وحصل على دعم وتعاون حركات الشباب ووحدات الجيش الإسرائيلي والجامعات والكيبوتسات ويهود الشتات، وكذلك أعضاء الكنيست والوزراء والرؤساء.
وتكريما له لهذه الأعمال حصل على لقب المواطن الفخري للقدس (1967) ولقب زميل فخري للجامعة العبرية في القدس (1976). 
وفي عام 1976، قبل حوالي عام من وفاته، حصل يعقوب على جائزة إسرائيل لمساهمته المتميزة في المجتمع والدولة.
توفي يعقوب ميمون في يوليو 1977 عن عمر يناهز 75 عامًا. ودفن في مقبرة هار همنوحوت. وفي عام 1979 تم إيداع أرشيفه في المكتبة الوطنية.

## كتاباته
- نظرية الاختزال العبري: وفقًا لطريقة الاختزال الدولية لفيليكس فون كونوفسكي، برلين 1909
- الاختزال العبري: وفقًا لطريقة الاختزال الدولية لفيليكس فون كونوفسكي، الطبعة الموسعة، القدس 1908

## ذكراه
بعد وفاته، وتخليدا لذكراه واستمراراً لإرثه، تم تأسيس جمعية «متطوعو يعقوب ميمون»، والتي تستمر في استيعاب المهاجرين طواعية حتى يومنا هذا. في عام 2002، نشر أبناؤه كتاب «شالوم ليش لينا ياكرا»، استنادا على رسائله إلى شقيقته في الولايات المتحدة، والتي تصف أنشطته من أجل المهاجرين.

## روابط خارجية
- قصة يعقوب ميمون على موقع الوكالة اليهودية (بالإنجليزية)